# Elijah Nelson
Elijah Nelson (7 maggio 1999) è un attore statunitense famoso per aver interpretato il ruolo di Evan nella serie televisiva I Thunderman.

## Biografia
Elijah Nelson è nato il 7 maggio 1999. Figlio del produttore John Phillip Nelson, Elijah ha altri otto fratelli: Shawn Philip, Josiah, Mary Jon, David Jon, Daniel, Micah, Judah e Shiloh Nelson
Ha esordito come attore nel 2005 recitando nel cortometraggio Knight Time. L'anno seguente ha recitato, non accreditato, nel film The Sasquatch Gang. Dopo aver recitato in altri ruoli minori per il cinema e la televisione, nel 2013 entra nel cast della serie I Thunderman nel ruolo di Evan.
Elijah ha recitato in diversi film, tra i quali Il fiume delle verità (2010), Ira Finkelstein's Christmas (2012), Saving Lincoln (2013), A Fairy's Game (2018), American Brothers (2019), The Unhealer (2020).
Ha recitato anche in diverse serie televisive come Aiutami Hope!, Mad Men, Non sono stato io, Colony, Crazy Ex-Girlfriend, Code Black, American Housewife, Interrogation e S.W.A.T.

## Filmografia

### Attore

#### Cinema
- Knight Time, regia di Shawn Nelson – cortometraggio (2005)
- The Sasquatch Gang, regia di Tim Skousen (2006) non accreditato
- Without Provocation, regia di Norm Sanders – cortometraggio (2007)
- Train Master, regia di Phil Bransom (2008)
- Not Dead Yet, regia di Sam Hull (2009)
- Il fiume delle verità (The River Why), regia di Matthew Leutwyler (2010)
- The Man in the Red Suit, regia di Kevin Callies – cortometraggio (2011)
- Bucksville, regia di Chel White (2011)
- Wake Before I Die, regia di Jason Freeman e Todd E. Freeman (2011)
- American Disciples, regia di Anthony Pierce (2011)
- Ira Finkelstein's Christmas, regia di Sue Corcoran (2012)
- Saving Lincoln, regia di Salvador Litvak (2013)
- Thomas & the Trainmaster, regia di Phil Bransom (2013)
- A Fairy's Game, regia di Shawn Nelson (2018)
- American Brothers, regia di Kirk D. Anderson (2019)
- The Chain, regia di David Martín Porras (2019)
- The Unhealer - Il potere del male (The Unhealer), regia di Martin Guigui (2020)

#### Televisione
- A Walk in My Shoes, regia di John Kent Harrison – film TV (2010)
- Aiutami Hope! (Raising Hope) – serie TV, 1 episodio (2011)
- Touch – serie TV, 1 episodio (2012)
- Parks and Recreation – serie TV, 1 episodio (2012)
- 1600 Penn – serie TV, 1 episodio (2013)
- Brenda Forever, regia di David Wain – cortometraggio TV (2013)
- I Thunderman (The Thundermans) – serie TV, 7 episodi (2013-2016)
- The Soul Man – serie TV, 1 episodio (2014)
- Mad Men – serie TV, 1 episodio (2014)
- Non sono stato io (I Didn't Do It) – serie TV, 1 episodio (2015)
- Colony  serie TV, 2 episodi (2016)
- Bizaardvark – serie TV, 1 episodio (2016)
- Crazy Ex-Girlfriend – serie TV, 3 episodi (2016-2017)
- Code Black – serie TV, 1 episodio (2017)
- American Housewife – serie TV, 1 episodio (2018)
- For the People – serie TV, 1 episodio (2019)
- 9-1-1: Lone Star – serie TV, 1 episodio (2020)
- Interrogation – serie TV, 2 episodi (2020)
- S.W.A.T. – serie TV, 1 episodio (2020)

### Sceneggiatore
- A Fairy's Game, regia di Shawn Nelson (2018)

### Doppiatore
- Crazy Ex-Girlfriend  serie TV, 1 episodio (2016) non accreditato
- Epic Seven (2018) videogioco

## Doppiatori italiani
Nelle versioni in italiano delle opere in cui ha recitato, Elijah Nelson è stato doppiato da:
- Simone Lupinacci ne I Thunderman
- Tito Marteddu in Mad Men

## Riconoscimenti
- 2021 – Chandler International Film Festival[1]
  - Miglior attore per The Unhealer
- 2021 – New York City International Film Festival[1]
  - Miglior attore per The Unhealer